# Chheu Teal (Kien Svay)
Chheu Teal es una comuna (khum) del distrito de Kien Svay, en la provincia de Kandal, Camboya. En marzo de 2008 tenía una población estimada de 8952 habitantes.
Se encuentra ubicada al sur del país, en la llanura central camboyana, a escasa distancia del río Mekong, de Nom Pen —la capital del país— y de la frontera con Vietnam.